# Vampir Ernest
Vampir Ernest (fra. Ernest le Vampire) bila je francuska animirana serija koja se prikazivala od 1989. do 1991.

## Sadržaj
Serija, čije epizode traju kratko, prati zgode vampira Ernesta koji živi u velikom dvorcu. Ernest se nađe u nekoj nevolji te se kraju svake epizode budi u svom lijesu i shvaća da je cijelo vrijeme sanjao.